# 周斌 (抗日烈士)
周斌（1911年—1945年3月7日），出生于浙江省乐清县（今乐清市）虹桥港沿村，中国共产党党员，在印尼棉兰监狱牺牲。2015年，中国民政部列入第二批《著名抗日英烈和英雄群体名录》。

## 生平
17岁时，毕业于温州三育中学，结识共产党员赵洪品。1929年，进入南京三育大学学习中文，留校工作七年。1937年夏，周斌受中共委派前往印度尼西亚。在今北苏门答腊省棉兰市向华侨商人做抗日募捐工作。先后担任华侨火水山中小学教务主任、校长，大地书店经理。1938年10月7日，回国，由廖承志等人介绍，进入抗日军政大学学习。1939年1月29日，加入中国共产党。学习结束后，周斌再度接受组织派遣至印尼，从事组织国际抗日统一战线工作。与赵洪品等人一起建立共产党地下组织，任“抗日反法西斯同盟”主席。1943年9月，日军搜捕抗日分子。周斌在农村隐藏，但终因住处泄密，于1944年4月被捕入狱。1945年3月7日，在棉兰监狱被活埋处决。周斌牺牲时，年35岁。

## 家庭
2005年相关报道提及，他的儿子周京瓯（时年72岁）仍居住于乐清市。